# Aeropuerto de Trieste - Friuli Venezia Giulia
El Aeropuerto de Trieste - Friuli Venezia Giulia (IATA: TRS, ICAO: LIPQ) (en italiano: Aeroporto di Trieste–Friuli Venezia Giulia), anteriormente Aeropuerto de Trieste - Ronchi dei Legionari, es un aeropuerto internacional localizado a 0.56 km (0.35 mi) al oeste del Ronchi dei Legionari (Gorizia), cerca de Trieste en Venezia Giulia, en el noreste de Italia. El aeropuerto tiene un área de captación de aproximadamente 5 millones de personas, extendiéndose a la región de Friuli-Venecia Julia, Eslovenia y Croacia.

## Historia
El primer documento oficial citando el aeródromo de Ronchi dei Legionari data del 30 de noviembre de 1935, cuando la 4.ª Ala de Combate de la Real Fuerza del Aire italiana tuvo ahí su base. Las operaciones comerciales oficialmente empezaron el 2 de diciembre de 1961.
Aeroporto Friuli-Venezia Giulia SpA. es la compañía que opera el aeropuerto desde julio de 1997; sus accionistas son el Consorzio per l'Aeroporto Friuli-Venezia Giulia – un consorcio de municipios y autoridades locales – (51%) y la Región de Friuli Venezia Giulia (49%). En los últimos años el aeropuerto ha presenciado un aumento en rutas de bajo-coste y de aeronaves de carga. Además de éste, los objetivos de la compañía están en el desarrollo de actividades relacionadas con otros sectores distintos de la aviación. El "Polo Intermodale" es el proyecto para iniciar una expansión, que contempla el desarrollo de un intercambiador intermodal (aire-carretera-tren) que será construido en un futuro próximo delante de la terminal de aeropuerto.
En 2007 el aeropuerto fue renombrado como Aeropuerto Friuli – Venezia Giulia "Pietro Savorgnan di Brazzà" en honor del explorador del siglo XIX Pierre Savorgnan de Brazza, quien dio nombre a Brazzaville. 

## Aerolíneas y destinos
| Aerolíneas   | Destinos |
| ------------ | --- |
| Air Dolomiti | Fráncfort |
| ITA Airways  | Milán–Linate,Roma-Fiumicino Estacional: Olbia |
| Ryanair      | Barcelona, Bari, Beauvais, Berlín, Brindisi, Catania, Cracovia, Dublín, Londres-Stansted, Malta, Nápoles, Olbia (inicia 3 de abril de 2024), Palermo, Valencia Estacional: Budapest (inicia 2 de junio de 2024), Cagliari, Charleroi, Sevilla |
| Wizz Air     | Tirana |

## Tráfico y estadísticas

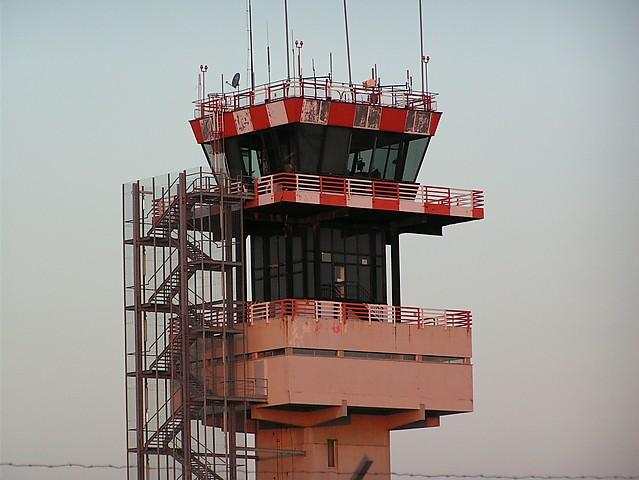
Torre de control del aeropuerto.

| Año  | Pasajeros | Carga (t) | Operaciones |
| ---- | --------- | --------- | ----------- |
| 2000 | 574 665   | 1 353     | 19 045      |
| 2001 | 636 736   | 1 684     | 16 994      |
| 2002 | 672 631   | 911       | 19 678      |
| 2003 | 614 368   | 717       | 16 708      |
| 2004 | 653 539   | 777       | 16 167      |
| 2005 | 615 759   | 831       | 16 594      |
| 2006 | 677 106   | 1 026     | 17 283      |
| 2007 | 742 136   | 1 215     | 18 977      |
| 2008 | 782 461   | 1 115     | 19 652      |
| 2009 | 700 870   | 885       | 15 395      |
| 2010 | 726 941   | 659       | 15 131      |
| 2011 | 859 547   | 676       | 16 572      |
| 2012 | 882 146   | 639       | 15 762      |
| 2013 | 853 599   | 573       | 15 139      |
| 2014 | 740 403   | 453       | 15 427      |
| 2015 | 741 776   | 464       | 14 672      |
| 2016 | 727 409   | 448       | 15 890      |
| 2017 | 780 776   | 310       | 15 587      |
| 2018 | 772 517   | 424       | 15 470      |
| 2019 | 783 179   | 277       | 13 812      |
| 2020 | 209 115   | 76        | 4 599       |
| 2021 | 348 891   | 51        | 5 553       |
| 2022 | 698 613   | 240       | 8 217       |